# Endotricha ignealis
Espèce
Endotricha ignealis est un insecte lépidoptère de la famille des Pyralidae vivant en Australie.

## Synonyme
- Messatis docilisalis